# Altan (Band)
Altan ist eine Musikgruppe des Irish Folk aus Irland.

## Bandgeschichte
Während der Sommerferien lernte der Flötist Frankie Kennedy die Sängerin und Geigerin Mairéad Ní Mhaonaigh kennen, die er 1981 schließlich heiratete. Zusammen mit weiteren Musikern wurde Altan gegründet. 1983 brachten sie ihr erstes Album Ceol Aduaidh heraus. Kennedy verstarb 1994. In der Folge wurde der Klang der Band stärker von Dermot Byrnes Akkordeon geprägt. 1999 heirateten Mairéad Ní Mhaonaigh und Byrne.
Musikalisch ist der Stil der Gruppe sehr traditionell angelegt, wobei sie die Musik ihrer Heimat im County Donegal mit hohem Tempo interpretieren. Stilprägend sind die sehr helle Stimme von Mairéad Ní Mhaonaigh und die einschmeichelnde Stimme Dáithí Sproules.

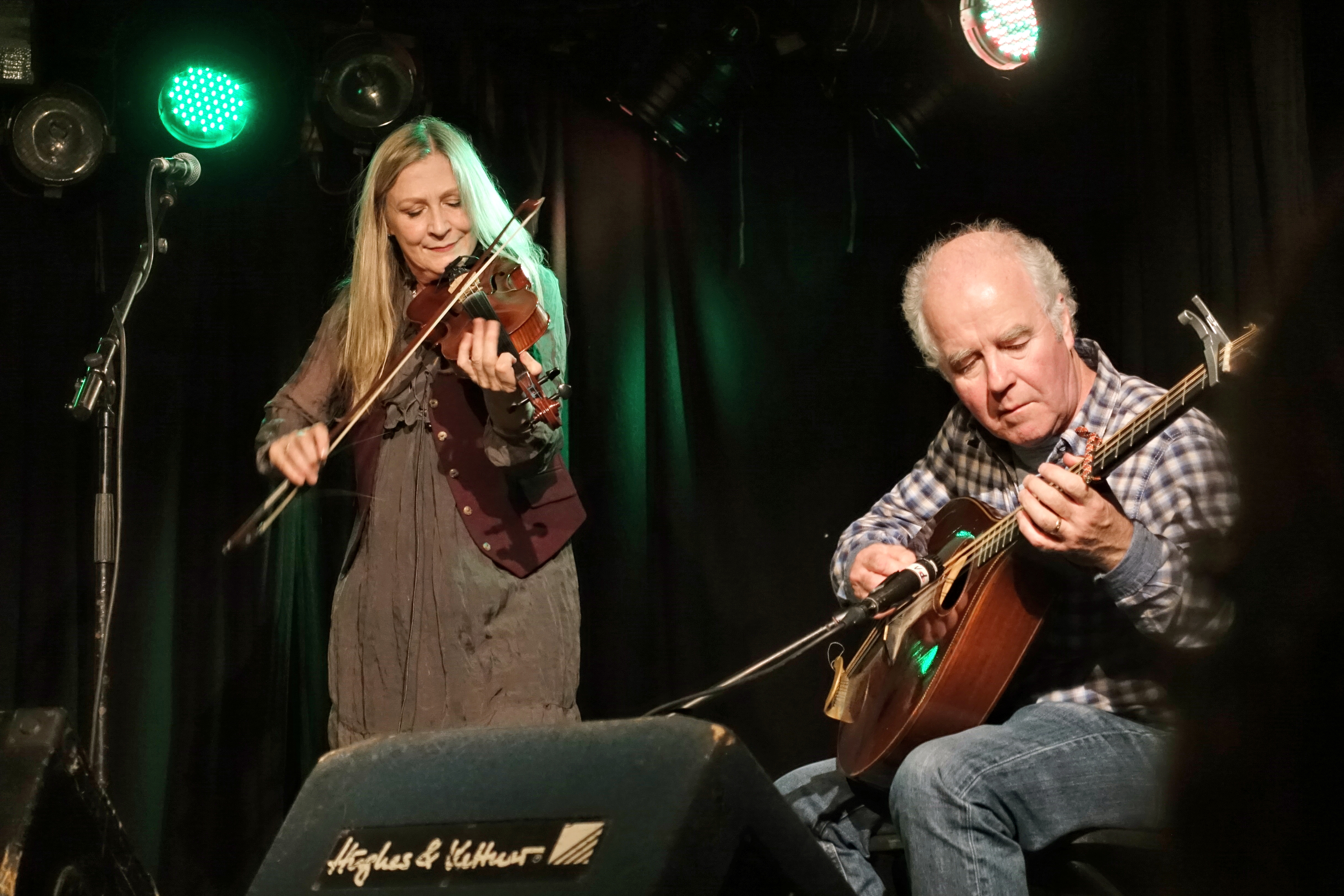
Altan in Hamburg 2017

## Diskografie
- Ceol Aduaidh (Music of the North) (1983)
- Altan (1987)
- Horse with a Heart (1989)
- The Red Crow (1990)
- Harvest Storm (1991)
- Island Angel (1993)
- Once Again 1987–93 (1993)
- The First Ten Years (1986–1995) (1995)
- Blackwater (1996)
- Best Of Altan (1997)
- Runaway Sunday (1997)
- Altan's Finest (1999)
- Another Sky (2000)
- The Blue Idol (2002)
- Local Ground (2005)
- The Poison Glen – Gleann Nimhe (2011)

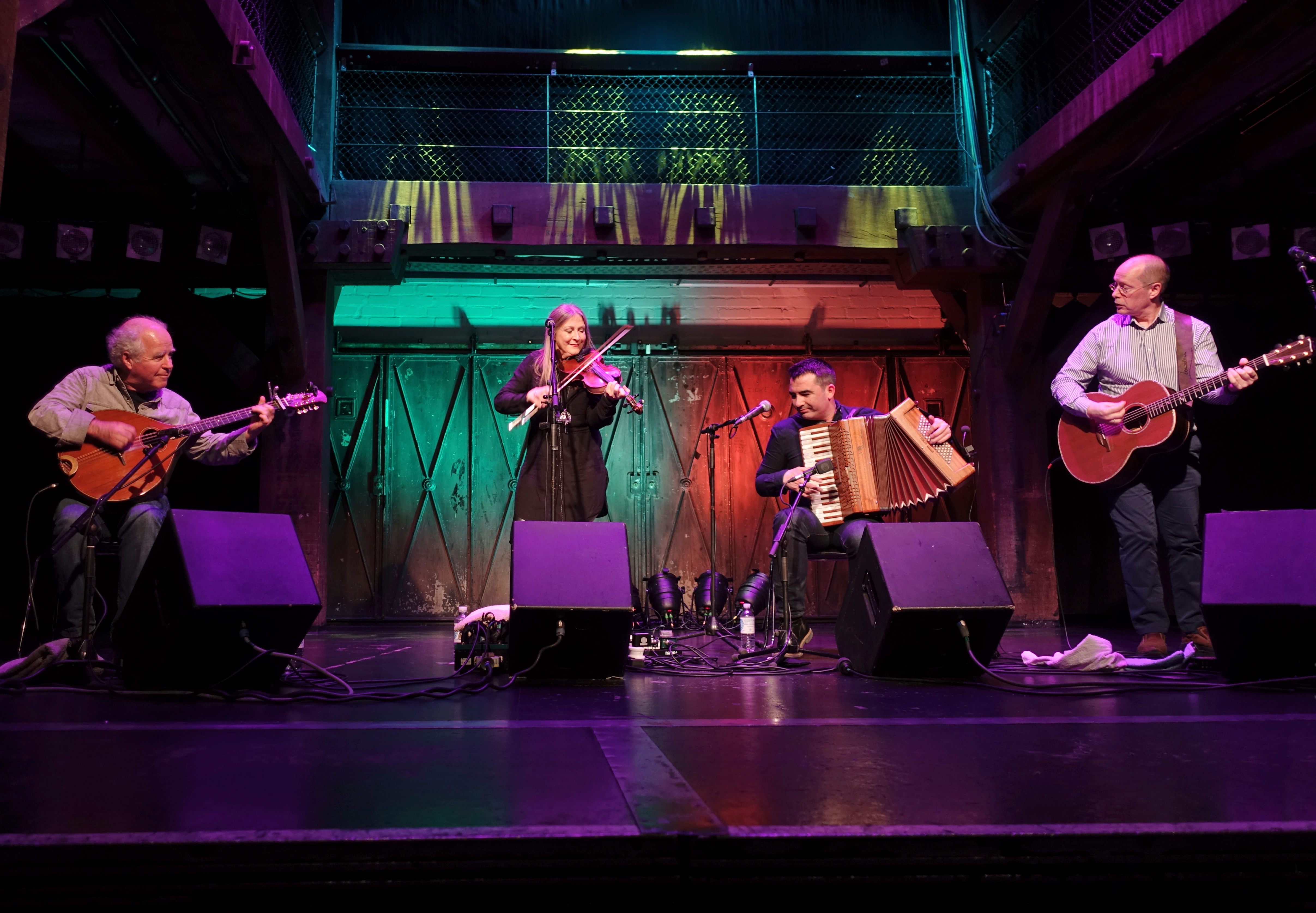
Altan in Hamburg 2019

- The Widening Gyre (2015)
- The Gap Of Dreams (2018)